# Whitney Smith
Whitney Smith (Arlington, Massachusetts, 26 de febrer de 1940 - Peabody, Massachusetts, 17 de novembre de 2016) fou un vexilòleg estatunidenc. Fou el creador del terme vexil·lologia, que fa referència a l'anàlisi acadèmica de tots els aspectes de les banderes, que fou utilitzat per primera vegada al seu article «Flags of the Arab World» («Banderes del món àrab» en català), publicat a la revista The Arab World el 1958. Va ser fundador de diverses organitzacions de vexil·lologia. Fou membre de la Federació Internacional d'Associacions Vexil·lològiques.
Fill de Mildred i Whitney Smith, de jove va viure a Lexington i Winchester, a Massachusetts. Es va llicenciar en ciències polítiques a Harvard l'any 1961 i s'hi va doctorar a la Universitat de Boston el 1964. El simbolisme polític va ser el tema de la tesi doctoral.
Durant la seva estada a Harvard va dissenyar la bandera de Guyana, que després es modificaria, afegint-hi blanc i negre, i acabà sent adoptada oficialment el 1966; es coneix com 'the Golden Arrowhead'. Smith també va dissenyar una proposta de bandera de l'Antàrtida. L'Antàrtida no té govern ni governant sobirà i la bandera no ha estat adoptada a títol oficial per cap organització. El 1961, Smith i el seu col·lega Gerhard Grahl van fundar The Flag Bulletin (ISSN 0015-3370), la primera revista del món sobre banderes. L'any següent, creà i establí 'The Flag Research Center' a casa seva, convertint-se'n en el director.
Smith va treballar amb Klaes Sierksma, organitzant el Primer Congrés Internacional de Vexil·lologia a Muiderberg, Països Baixos, el 1965, i es van unir a Louis Mühlemann en la fundació de la Lliga Internacional de Vexil·lòlegs, de la qual es convertiren en membres de la seva Junta de Govern el 5 de setembre de 1965, mantenint-se fins al 3 de setembre de 1967. La lliga va ser substituïda per la Federació Internacional d'Associacions Vexil·lològiques, coneguda pel seu acrònim francès FIAV, amb Smith com a vicepresident del Consell Provisional el 3 de setembre de 1967. El 1969, Smith va passar de ser vicepresident del Consell Provisional de la FIAV a ser-ne el primer secretari general. Smith també va ser responsable de fundar la North American Vexillological Association (NAVA) i la Flag Heritage Foundation. El 28 d'agost de 1981 va ser elegit segon secretari general de Congressos, posant fi als seus múltiples mandats com a secretari general de la FIAV. Smith va servir en aquesta oficina fins que va tornar al càrrec de secretari general de la FIAV el 29 de setembre de 1983.
Smith va deixar la seva càtedra a temps complet a la Universitat de Boston el 1970. El 1985, havia escrit 19 llibres. El 5 de juliol de 1991 va ser nomenat per la FIAV Laureat de la Federació i va deixar el despatx del secretari general de la FIAV. Va rebre l'honor de Fellow of the Federation el 27 de juliol de 2001. El 2006 va ser l'autor conjunt de The American Flag: Two Centuries of Concord & Conflict. El 2013 va transferir la biblioteca i els arxius del Flag Research Center al Dolph Briscoe Center for American History.
El 17 de novembre de 2016 va morir per complicacions de la malaltia d'Alzheimer, amb 76 anys.